# 陕西熊蛛
陕西熊蛛（学名：Arctosa schensiensis）为狼蛛科熊蛛属的动物。在中国大陆，分布于陕西等地。该物种的模式产地在陕西。